# Bageriberget

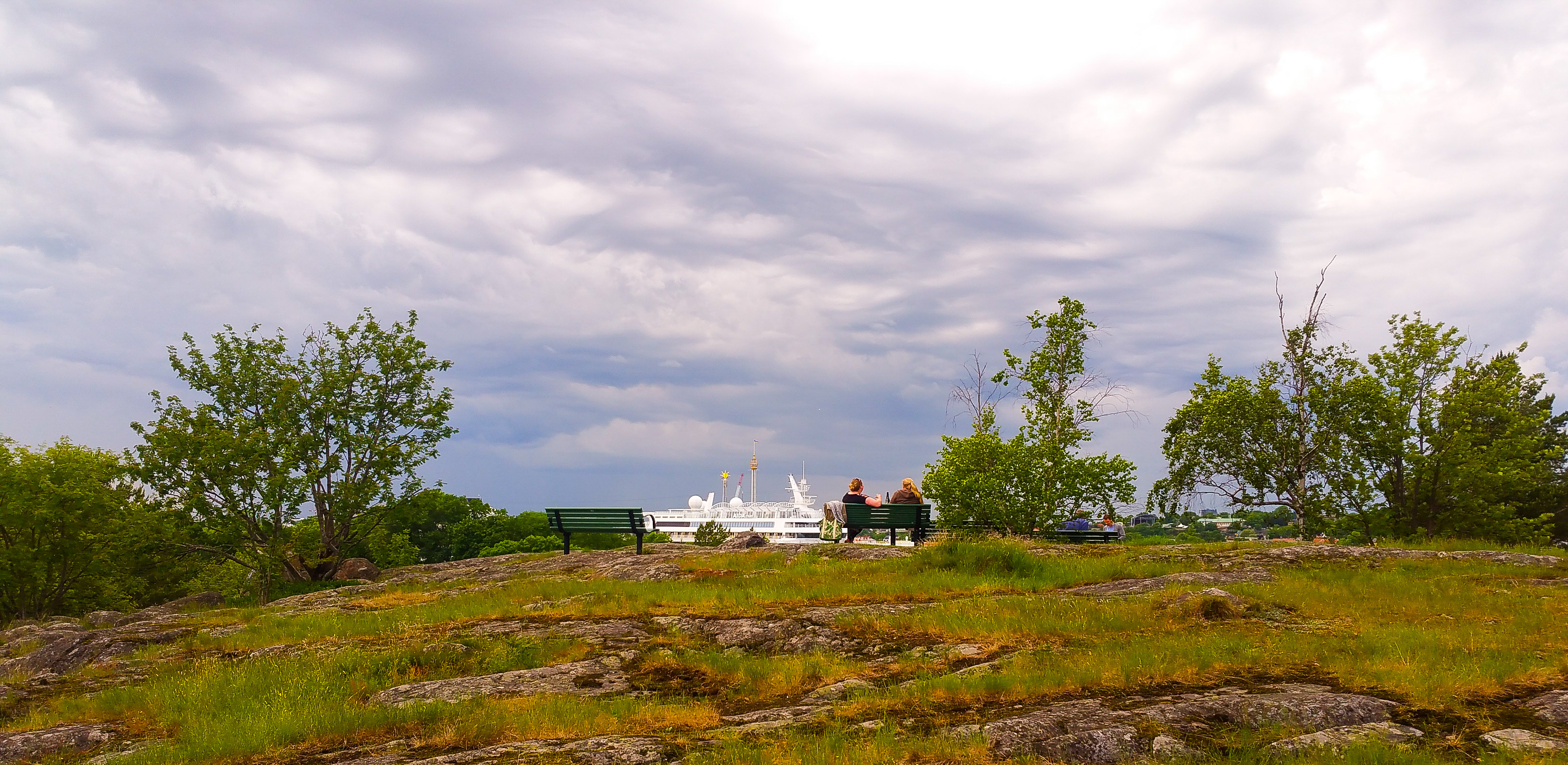
Utsiktsplatsen på Bageriberget i Saltsjöqvarn, Nacka

Bageriberget är en över 30 m hög klippa på cirka en hektar i Nacka kommun. Natur- och rekreationsområdet ligger i bostadsområdet Saltsjöqvarn och angränsar till Danvikens hospital med tillhörande hospitalsparken i norr, nybyggda Saltsjöqvarn i öst, kontorshuset Danvikcenter och Hästholmsvägen i syd samt Danviksklippan, Saltsjöbanan och Värmdöleden i väst.

## Natur- och rekreationsvärden
Natur- och rekreationsområdet består av ett krön och branta backar mot alla fyra väderstreck. 
Mot väst täcks Bageriberget av en skogsdunge med lövträd (till exempel lönn och rönn) och inslag av tall och enstaka torrakor. Det attraherar småfåglar (till exempel rödhake, dubbeltrast, talgoxe och blåmes). Här växer dessutom nypon, berberis, smultron, blåbär, flugsvamp och violspindling.
Krönet består av hällmarker med ett rikt vegetationstäcke: Flockfibbla, guldtand, ljung, vildhallon, styvmorsviol, strimsporre, johannesört, blåmunk, backglim, Liten blåklocka, ärenpris, kärleksört, stinknöve, blåstjärna, mossa och lav. 
De många blommorna attraherar allt från olika humlor, solitärbin, bin, fjärilar, nyckelpigor och gräshoppor till skalbaggen cryptocephalus bipunctatus. 

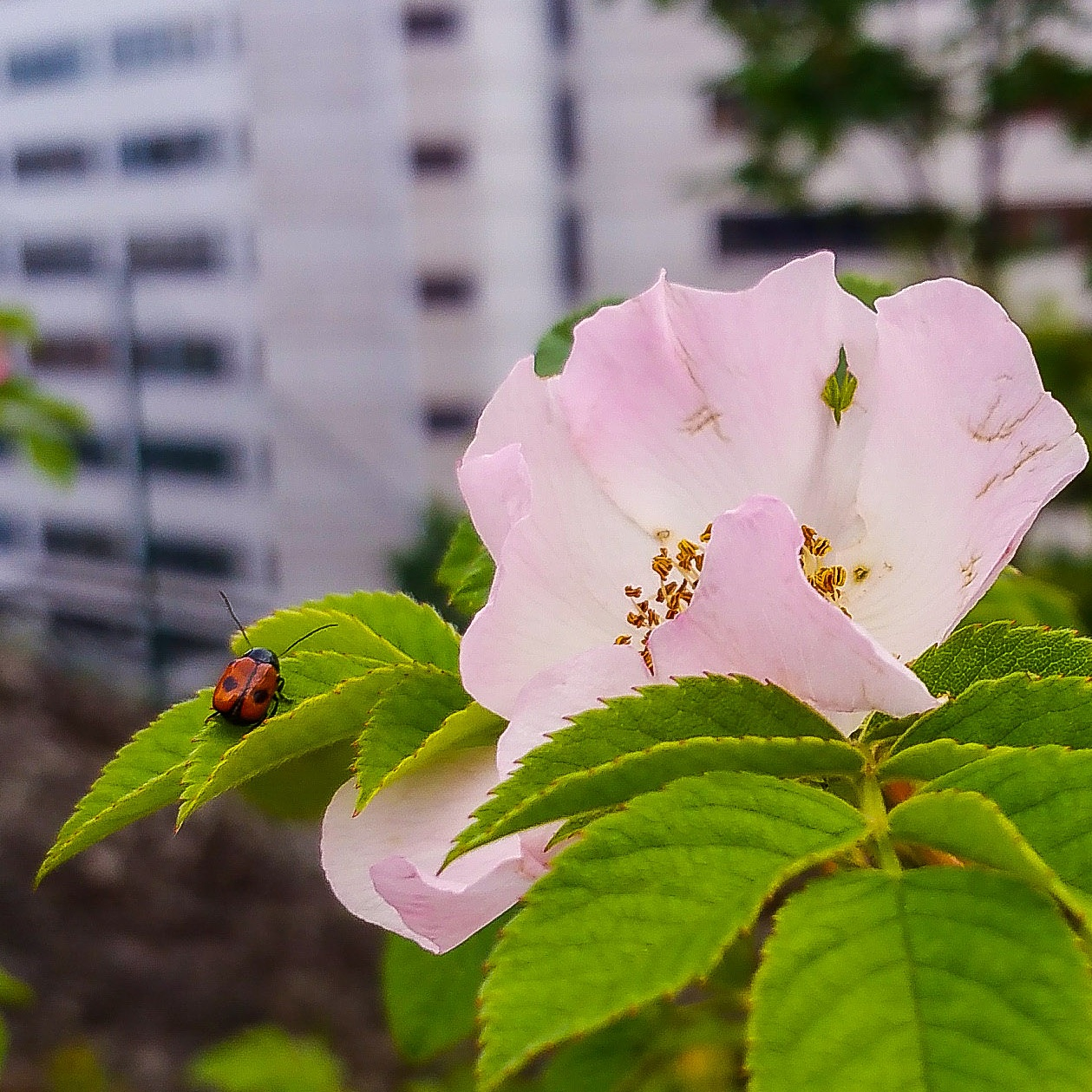
Nyponros med skalbaggen cryptocephalus bipunctatus på Bageriberget i Nacka. Kontorshotellet Danvikcenter i bakgrunden.

Krönet fungerar också som utsiktspunkt med bänkar och bord varifrån besökare kan se Fåfängan, Saltsjön, Gröna lund, Djurgården, Danvikens hospital och Saltsjöqvarn. På högsta punkten som ligger på bostadsrättsföreningen Saltsjöqvarn 1:s innergård med flaggstång. Trätrappan mot Danvikens hospital togs bort 2016 av markägaren NCC.

## Historia
Namnet Bageriberget härstammar från kvarnen Saltsjöqvarn som bildades 1861 av Holmberg & Möller i syfte att bedriva förmalning av spannmål. Nedanför dagens Bageriberget låg Cereallaboratoriet som byggdes 1909 och brann ner 1984. Där ingick ett försöksbageri. "Bageriet, som är inrymt i byggnadens nedre våning, omfattar förutom själfva bagerirummet ett jäsningsrum, ett eldningsrum samt ett rum till förvaring af bröd". En av backarna i bostadsområdet kallas idag för Bageribacken.
Svenska kemisten Jöns Jacob Berzelius upptäckte flera element på 1800-talet. 1824 gjorde han också en upptäckt vid ingången till dåvarande Danviks hospital, alltså bergsväggen nedanför nuvarande Bageriberget. Berzelius kallade det för soda-spodumen. 1826 fick mineralet namnet oligoklas av August Breithaupt.

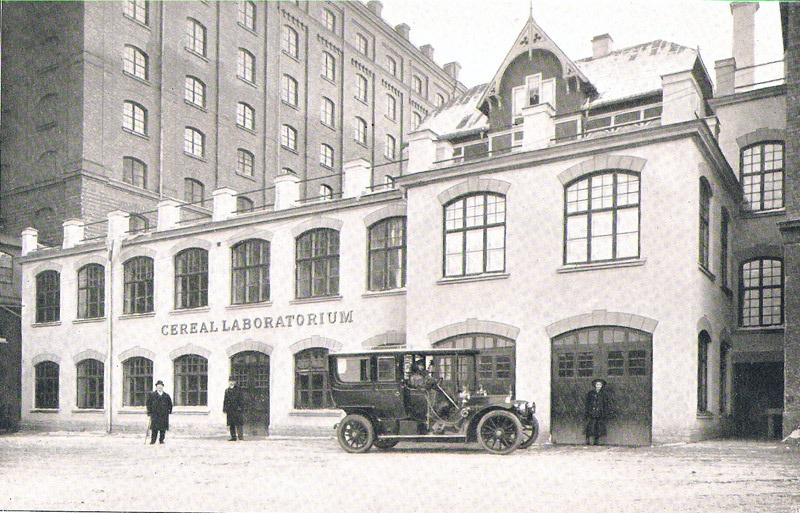
Cereallaboratoriet vid Saltsjöqvarn i Nacka

Bageriberget och Klippan (dagens Danviksklippan) hängde ihop fram till att ett mellanrum sprängdes fram för Saltsjöbanan i slutet av 1800-talet och för ett körfält för bilar, bussar, gående och cyklister på 1920-talet i samband med att Danviksbrons första klaffbro tillkom.
Bageriberget syns på flera ritningar av arkitekten Ferdinand Boberg som han gjorde 1915 vid Danviks hospital.
På 1970-talet ville Kungsörnen tillsammans med Skogaholms bageri bygga ett bageri här.
1996 köpte byggföretaget NCC Saltsjöqvarns mark där även Bageriberget ingick för att fram till 2010 bygga totalt 450 bostadsrätter. I första delen av 2010-talet hamnade NCC i en konflikt med Naturskyddsföreningen i Nacka efter att ha påbörjat en avverkning av vegetation på Bageriberget.

## Bageriberget ska bebyggas
2017 publicerade Nacka kommun en ny översiktsplan som blev antagen 2018. Kommunen presenterar där avsikten att "skapa en tätare och mer blandad stad på västra Sicklaön" med 13 500 nya bostäder som ingår i uppgörelsen för att få tre stationer inom förlängningen av blå linjen. Mindre naturområden som Bageriberget, Trolldalen på östra Henriksdalsberget, Skatberget på östra Finnberget, Engelska parken och Norra platån söder och öster om Danvikshem samt delar av Ryssbergen i Finntorp kan därför helt eller i delar bebyggas.
På inbjudan presenterade 2017 fastighetsbolaget Bonava Sverige AB ett förslag för Nacka kommun om att bygga upp till 200 bostadsrätter i flerbostadshus med 6 till 13 våningar på Bageriberget.